# Mogorella
Mogorella – miejscowość i gmina we Włoszech, w regionie Sardynia, w prowincji Oristano. Graniczy z Albagiara, Ruinas, Usellus, Villa Sant'Antonio i Villaurbana.
Według danych na rok 2004 gminę zamieszkiwało 513 osób, 30,2 os./km².